# カントク
カントク（男性、1985年3月26日 - ）は、日本のイラストレーター・グラフィッカー・原画家。兵庫県出身、埼玉県在住。
「5年目の放課後」という同人サークルでも活動している。 

## 人物・エピソード
- 東京電機大学1年生の時に、所属していた漫画研究会の仲間とともに「5年目の放課後」を立ち上げる[4]。また大学在学中には、同じ東京電機大学に入学してきた溝口ケージと出会い、以後しばらく同人活動をともに続け、現在も交流を続けている[5]。
- 「カントク」というペンネームの由来は大学時代に後輩に絵を教えていた時、その教え方が「いかがわしいDVDの監督みたいだ!」と言われたのが始まり[5]。
- 趣味はカメラで[5]、たびたび自身のツイッターでも撮影したものをアップロードしている。
- チェック柄を好む[5]。

## 作品

### ゲーム

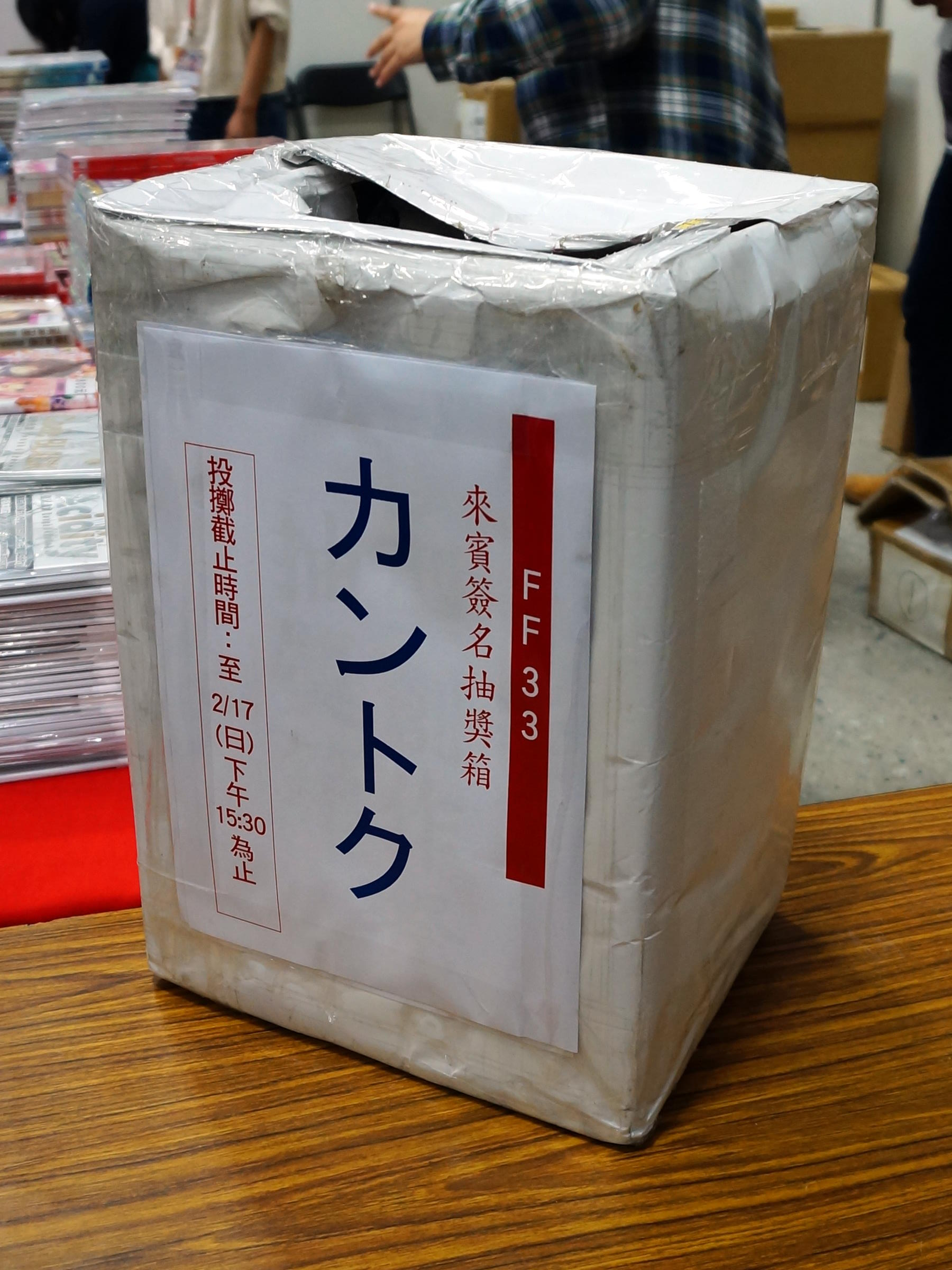
Petit Fancy33でのラッフルボックス

- angel breath（戯画、一部原画）
- アメサラサ 〜雨と、不思議な君に、恋をする〜（CUFFS、一部原画）
- 夏ノ雨（CUBE、一部原画）
- your diary（CUBE、原画）
- your diary+（CUBE/アルケミスト、原画）
- your diary+H（CUBE、原画）
- 恋する彼女の不器用な舞台（CUBE、原画）
- チェインクロニクル（レムレス島キャラクター：ラントカルテ）
- 神様のような君へ（CUBE、原画）[6]。

### 小説
- 待ってて、藤森くん!（富士見ミステリー文庫 、挿絵）
- 藤森君×××中（ドラゴンマガジン、挿絵）
- 変態王子と笑わない猫。[7]（MF文庫J、挿絵）
- 神曲奏界ポリフォニカ エイフォニック・ソングバード（GA文庫、挿絵）
- 妹さえいればいい。（ガガガ文庫、挿絵）
- そんな世界は壊してしまえ -クオリディア・コード-（MF文庫J、挿絵）
- メルヘン・メドヘン（ダッシュエックス文庫、挿絵）
- 佐々木とピーちゃん（MF文庫J、挿絵）
- 変人のサラダボウル（ガガガ文庫、挿絵）

### アンソロジー
- 僕は友達が少ない ゆにばーす（MF文庫J、カバーイラスト）

### 画集
- あしあと -カントクアートワークス-（2009年 発行：メディエイション、発売：廣済堂出版）ISBN 978-4-331-90022-2
  - 限定版（同上）ISBN 978-4-331-90027-7 - アニメイト、アニブロゲーマーズでのみ販売。
- STEP -カントクアートワークス-（2011年 発行：メディエイション、発売：廣済堂出版）ISBN 978-4-331-90058-1
  - 限定版（同上）ISBN 978-4331900598
- カントク イラストレーションズ -神曲奏界ポリフォニカ エイフォニック・ソングバード-（2011年 SBクリエイティブ）ISBN 978-4-7973-6511-5 - アニメイト限定版も存在する。
- 変態王子と笑わない猫。 カントクアートワークス（2014年 KADOKAWA） ISBN 978-4040663265
- CAMELLIA KANTOKU Rough&Line Art（2015年 発行：メディエイション、発売：廣済堂出版） - ラフ&線画集。#1〜#4の4刊。
- 妹さえいればいい。 カントクARTWORKS（2020年 小学館） ISBN 978-4-09-199065-5
- よりみち カントクアートワークス（2021年 発行：メディエイション、発売：廣済堂出版）ISBN 978-4331902530
- I -side：妹- カントク Rough & LineArt（2022年 発行：メディエイション、発売：ヴォイス） ISBN 978-4899767077
- A -side：姉- カントク Rough & LineArt（同上）ISBN 978-4899767060
- KURUMI - くるみ - カントク 20th Anniversary ArtWorks（2023年 発行：メディエイション、発売：メディアパル） ISBN 978-4802134330
- SHIZUKU - しずく - カントク 20th Anniversary ArtWorks（同上）ISBN 978-4802134347

#### アンソロジー画集
- セーラー服のまんなか（2019年 ワニブックス） ISBN 978-4847098475
- 妹スイッチ（2022年 ジーオーティー） ISBN 978-4823602832

#### 同人画集
- シタギスキマ（2018年 5年目の放課後） ASIN B08NFZRG6D
- シタギスキマ裏（2020年 5年目の放課後） ASIN B08W3WM1T7
- スキ妹々。（2020年 5年目の放課後） ASIN B08RYNZ4PV

### アニメ
- 夏のあらし!（第11話エンドカードイラスト）
- 僕は友達が少ない（第10話エンドカードイラスト）
- C3 -シーキューブ-（第12話SPECIAL THANKS）
- 偽物語（第8話エンドカードイラスト）
- 輪廻のラグランジェ season2（第4話エンドカードイラスト）
- ニセコイ（第5話提供バックイラスト）
- アンジュ・ヴィエルジュ（第2話エンドカードイラスト）
- 異世界魔王と召喚少女Ω（6話エンドカード）

### キャラクター・デザイン
- コミPo!（ウェブテクノロジ、こみぽちゃん 原画[8]）
- まじかるすいーと プリズム・ナナ
- 22/7（藤間桜 キャラクターデザイン）

### キャラクター原案
- 変態王子と笑わない猫。
- ガラスの花と壊す世界
- One Room
- メルヘン・メドヘン

### その他
- コミックマーケット84 カタログ表紙イラスト[9]
- 日本郵便 オリジナル フレーム切手セット『看板娘たち（しずく＆くるみ）@カントク』[10]
- 中国郵政 切手セット[11]